# Golfo di Spencer
Il golfo di Spencer è il più occidentale di due grandi insenature della costa meridionale dell'Australia, nello stato dell'Australia Meridionale, che fronteggia la Grande Baia Australiana. 
Il golfo misura 322 km di lunghezza e 129 km di ampiezza alla sua bocca. La costa occidentale del golfo è costituita dalla penisola di Eyre, mentre il lato orientale è costituito dalla penisola di Yorke, che lo separa dal più piccolo golfo St Vincent. 
Le città più grandi del golfo sono Whyalla, Port Pirie e Port Augusta. Tra le città minori del golfo vi sono Wallaroo e Port Broughton.

## Storia
Il golfo di Spencer fu inizialmente chiamato Spencer's Gulph dall'esploratore Matthew Flinders nel 1802, dal nome di George John Spencer, il II Conte Spencer, un antenato della Principessa Diana. 
Il nome ufficiale è ora Spencer Gulf. Il golfo fu anche chiamato Golfe Bonaparte da Nicolas Baudin all'incirca nello stesso periodo in cui Flinders lo denominò, ma il nome non fu utilizzato e non prese piede (a differenza di quanto avvenne per altri, come ad esempio la penisola di Fleurieu).
L'area fu esplorata per la prima volta per via di terra da Edward John Eyre nel 1839 e nel 1840-41. Gli insediamenti sulle coste del golfo iniziarono verso la fine del decennio degli anni '40 del XIX secolo.

## Isole
Il golfo di Spencer contiene numerose isole al suo interno e all'esterno. Da nord a sud: 
- Curlew Island (a sud di Port Augusta)
- Weeroona Island (a nord di Port Pirie)
- Shag Island (a nord di Port Broughton)
- Entrance Island (vicino a Cowell)
- Bird Islands (vicino a Wallaroo)
- Lipson Island (a nord di Tumby Bay)
- Tumby Island (a sud di Tumby Bay)
- Wardang Island e gruppo di Goose Island (vicino a Port Victoria)
- Sir Joseph Banks Group (al largo di Tumby Bay)
- Louth Island e Rabbit Island (nella Louth Bay)[2]
- Boston Island (nella Boston Bay)[2]
- Grantham Island e Bicker Isles (nella Proper Bay)[2]
- Donington Island, Carcase Rock, Owen Island, Taylor Island, Grindal Island, Little Island, Lewis Island, Smith Island, Hopkins Island e Thistle Island (a est della penisola di Jussieu).[2]
- Middle Island, South Island e Royston Island (in Pondalowie Bay)
- Gambier Islands, compresa Wedge Island (alla bocca del golfo di Spencer)

## Fauna selvatica
Il golfo di Spencer, in particolare una sua sezione a nord di Whyalla, è un'area di riproduzione della Sepia apama (Australian Giant Cuttlefish).
Questo animale è alimento preferito per i delfini locali, che hanno sviluppato tecniche sofisticate per mangiare in sicurezza queste creature.
La parte superiore del golfo di Spencer è anche nota per la pesca al Pagrus auratus (Australasian snapper; famiglia Sparidae).
L'area attorno al golfo, che è formata dalle penisole di Eyre e Yorke, corrisponde alla bioregione Eyre Yorke Block, che era in origine zona di boschi arbustivi, ma che ora è stata per lo più liberata per l'utilizzo agricolo.

### Important Bird Area
L'Important Bird Area del golfo di Spencer si trova lungo la costa nordorientale del golfo; comprende una fascia di territorio costiero di 460 km2 e consiste principalmente di aree fangose soggette a marea, mangrovie e lagune salmastre. L'area fu identificata come Important Bird Area (IBA) da BirdLife International per la sua importanza per la conservazione dei Chionidi.

## Galleria d'immagini

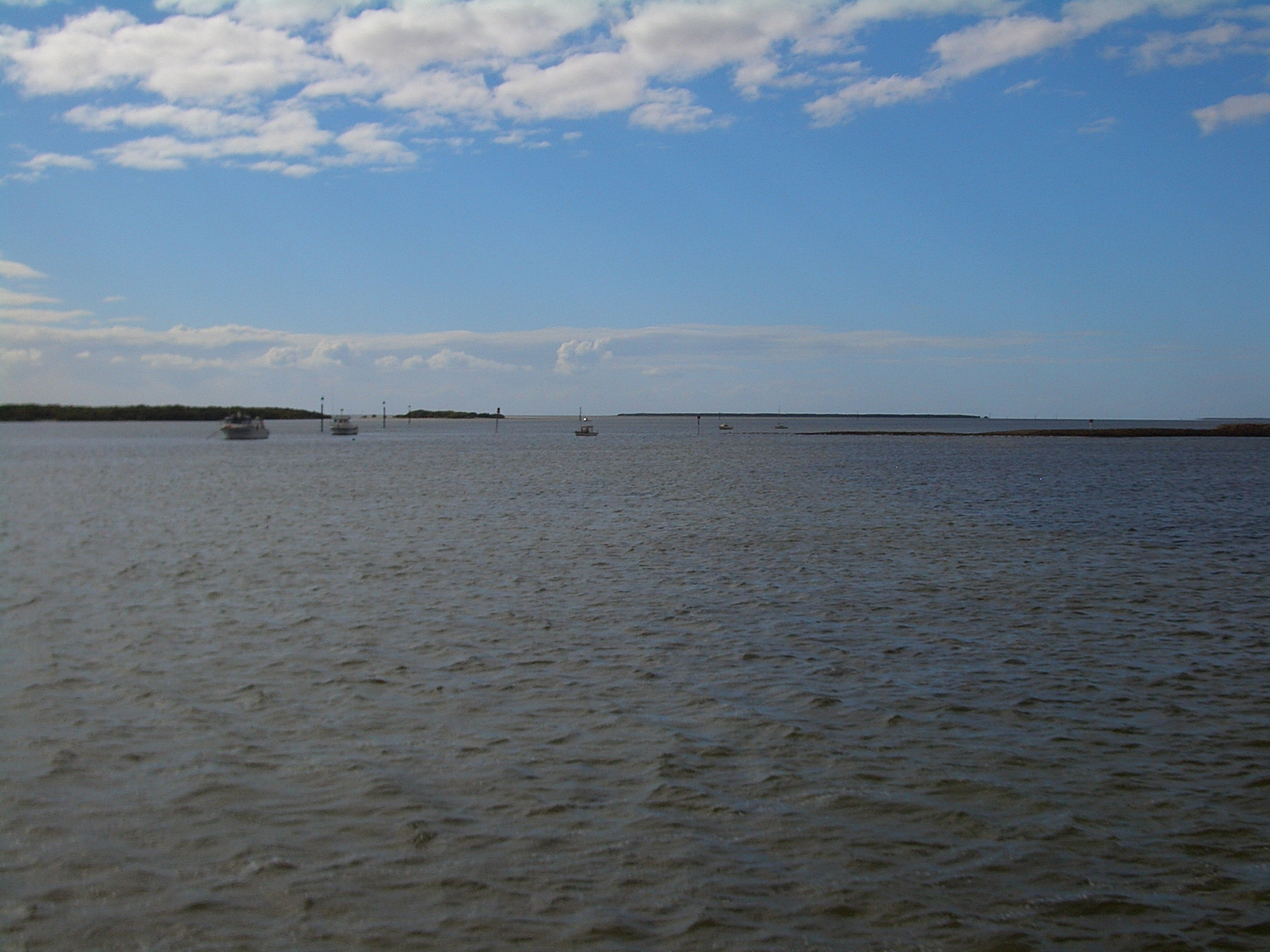
Il porto di Port Broughton, parte del golfo di Spencer
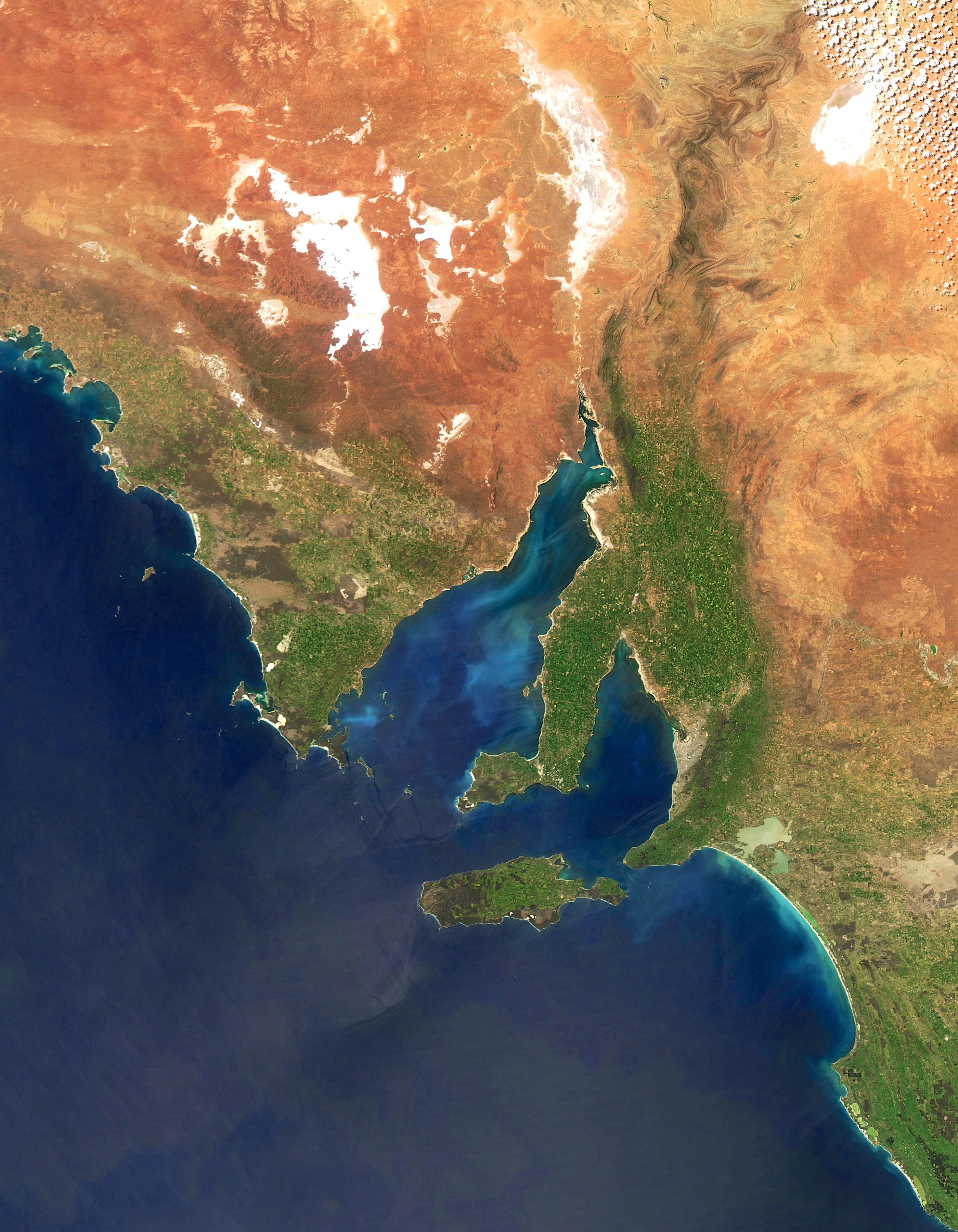
Il golfo di Spencer visto da un satellite della NASA